# Pothyne rugiscapa
Pothyne rugiscapa là một loài bọ cánh cứng trong họ Cerambycidae.